# خط عرض 48° شمال
خط عرض 48° شمال هي إحدى دوائر العرض الجغرافية، وهي دوائر وهمية تحيط بالكرة الأرضية، وموازية لخط الاستواء، وتتميز هذه الدائرة بأن الأراضي الواقعة عليها تنتمي للمنطقة المعتدلة الباردة.

## حول العالم
خط عرض 48° شمال يبدأ من خط الزوال الأولي ويتجه شرقا ويمر عبر:
| الإحداثيات                           | البلد أو الإقليم أو البحر | ملاحظات |
| ------------------------------------ | ------------------------- | --- |
| 48°0′N 0°0′E / 48.000°N 0.000°E      | فرنسا                     | |
| 48°0′N 7°36′E / 48.000°N 7.600°E     | ألمانيا                   | بادن-فورتمبيرغ - مرورا عبر فرايبورغ, less than 1 km شمالي city centre بافاريا - مرورا عبر أميرسيه, و مرورا بجنوب ميونخ |
| 48°0′N 12°52′E / 48.000°N 12.867°E   | النمسا                    | |
| 48°0′N 17°9′E / 48.000°N 17.150°E    | المجر                     | لحوالي 8 km |
| 48°0′N 17°16′E / 48.000°N 17.267°E   | سلوفاكيا                  | |
| 48°0′N 18°49′E / 48.000°N 18.817°E   | المجر                     | |
| 48°0′N 22°51′E / 48.000°N 22.850°E   | أوكرانيا                  | لحوالي 6 km - Vynohradiv Raion |
| 48°0′N 22°56′E / 48.000°N 22.933°E   | رومانيا                   | لحوالي 4 km |
| 48°0′N 23°0′E / 48.000°N 23.000°E    | أوكرانيا                  | لحوالي 4 km - Vynohradiv Raion |
| 48°0′N 23°3′E / 48.000°N 23.050°E    | رومانيا                   | |
| 48°0′N 23°24′E / 48.000°N 23.400°E   | أوكرانيا                  | زاكارباتيا أوبلاست — مرورا بجنوب راخيف إيفانو فرانكيفسك أوبلاست تشيرنيفتسي أوبلاست |
| 48°0′N 26°11′E / 48.000°N 26.183°E   | رومانيا                   | |
| 48°0′N 27°8′E / 48.000°N 27.133°E    | مولدوفا                   | مرورا عبر ترانسنيستريا |
| 48°0′N 28°54′E / 48.000°N 28.900°E   | أوكرانيا                  | أوبلاست أوديسا — مرورا بشمال Balta ميكولايف أوبلاست — مرورا بشمال يوزنوكراينسك كيروفوهراد أوبلاست ميكولايف أوبلاست — لحوالي 8 km كيروفوهراد أوبلاست — لحوالي 2 km دنيبروبتروفسك أوبلاست — مرورا عبر كريفي ريه زابوروجييه أوبلاست — مرورا بشمال زاباروجيا أوبلاست دونيتسك — مرورا عبر دونيتسك لوهانسك أوبلاست — مرورا بجنوب Dovzhansk |
| 48°0′N 39°48′E / 48.000°N 39.800°E   | روسيا                     | روستوف أوبلاست فولغوغراد أوبلاست قلميقيا أوبلاست أستراخان |
| 48°0′N 47°1′E / 48.000°N 47.017°E    | كازاخستان                 | |
| 48°0′N 85°34′E / 48.000°N 85.567°E   | جمهورية الصين الشعبية     | سنجان |
| 48°0′N 89°2′E / 48.000°N 89.033°E    | منغوليا                   | |
| 48°0′N 89°17′E / 48.000°N 89.283°E   | جمهورية الصين الشعبية     | سنجان |
| 48°0′N 89°35′E / 48.000°N 89.583°E   | منغوليا                   | مرورا بشمال أولان باتور |
| 48°0′N 115°30′E / 48.000°N 115.500°E | جمهورية الصين الشعبية     | منغوليا الداخلية |
| 48°0′N 117°47′E / 48.000°N 117.783°E | منغوليا                   | |
| 48°0′N 118°28′E / 48.000°N 118.467°E | جمهورية الصين الشعبية     | منغوليا الداخلية هيلونغجيانغ |
| 48°0′N 130°44′E / 48.000°N 130.733°E | روسيا                     | الأوبلاست اليهودية الذاتية |
| 48°0′N 132°52′E / 48.000°N 132.867°E | جمهورية الصين الشعبية     | هيلونغجيانغ |
| 48°0′N 134°33′E / 48.000°N 134.550°E | روسيا                     | خاباروفسك كراي بريمورسكي كراي خاباروفسك كراي |
| 48°0′N 139°33′E / 48.000°N 139.550°E | مضيق تارتاري              | |
| 48°0′N 142°12′E / 48.000°N 142.200°E | روسيا                     | جزيرة سخالين |
| 48°0′N 142°32′E / 48.000°N 142.533°E | بحر أوخوتسك               | Passing between the جزر Rasshua و Ushishir in روسيا's جزر الكوريل chain |
| 48°0′N 153°10′E / 48.000°N 153.167°E | المحيط الهادئ             | |
| 48°0′N 124°41′W / 48.000°N 124.683°W | الولايات المتحدة          | واشنطن (ولاية) - ويكيبيديا:مسابقة مؤسسة الملك عبد العزيز ورجاله للموهبة والإبداع/مقالات/شبة جزيرة أولمبيك (mainland), جزيرة ويدبي [لغات أخرى]‏, و the mainland في إيفرت (واشنطن) أيداهو مونتانا داكوتا الشمالية مينيسوتا |
| 48°0′N 89°56′W / 48.000°N 89.933°W   | كندا                      | أونتاريو - لحوالي 7 km |
| 48°0′N 89°50′W / 48.000°N 89.833°W   | الولايات المتحدة          | مينيسوتا |
| 48°0′N 89°35′W / 48.000°N 89.583°W   | كندا                      | أونتاريو - لحوالي 2 km |
| 48°0′N 89°34′W / 48.000°N 89.567°W   | بحيرة سوبيريور            | |
| 48°0′N 88°59′W / 48.000°N 88.983°W   | الولايات المتحدة          | ميشيغان - Isle Royale |
| 48°0′N 88°41′W / 48.000°N 88.683°W   | بحيرة سوبيريور            | |
| 48°0′N 85°54′W / 48.000°N 85.900°W   | كندا                      | أونتاريو كيبك |
| 48°0′N 69°47′W / 48.000°N 69.783°W   | نهر سانت لورانس           | |
| 48°0′N 69°30′W / 48.000°N 69.500°W   | كندا                      | كيبك - نورت دام ديس سيبت دوليورس (كيبك) و mainland كيبك / نيو برونزويك border كيبك نيو برونزويك |
| 48°0′N 66°19′W / 48.000°N 66.317°W   | Baie des Chaleurs         | Just passing جنوبي غاسبيزيا, كيبك, كندا |
| 48°0′N 64°33′W / 48.000°N 64.550°W   | كندا                      | نيو برونزويك - Miscou Island |
| 48°0′N 64°29′W / 48.000°N 64.483°W   | خليج سانت لورنس           | |
| 48°0′N 59°17′W / 48.000°N 59.283°W   | كندا                      | نيوفاوندلاند واللابرادور - جزيرة نيوفاوندلاند (جزيرة). من west to east, the parallel enters the island near the Anguille Mountains then passes near the community of North Branch. Further east it passes 1 km شمالي Bay d'Espoir Generating Station, و through the community of Queen's Cove.                                       |
| 48°0′N 53°39′W / 48.000°N 53.650°W   | Trinity Bay               | |
| 48°0′N 53°19′W / 48.000°N 53.317°W   | كندا                      | نيوفاوندلاند واللابرادور - Bay de Verde Peninsula, جزيرة نيوفاوندلاند (جزيرة) (من Hants Harbour to Lower Island Cove) |
| 48°0′N 52°59′W / 48.000°N 52.983°W   | المحيط الأطلسي            | |
| 48°0′N 4°30′W / 48.000°N 4.500°W     | فرنسا                     | |